# Simmering (Wien)
Simmering ( [ˈzɪmɐˌʀɪŋ] ?) er den 11. af Wiens 23 bydele (bezirke).
48°10′N 16°27′Ø / 48.17°N 16.45°Ø